# Elená (Progreso)
San Elena o Elená es una población (hoy desaparecida) del municipio de Progreso, en el estado de Yucatán, México.

## Toponimia
El nombre (Santa Elena) se refiera a Elena de Constantinopla. Elená es una adaptación del nombre propio "Elena" a la fonética maya.

## Localización
Santa Elena se encuentra 5 kilómetros al sur de la antigua hacienda Xtul (Progreso). Se comunicaba antiguamente por una vía de riel (Decauville) con la hacienda Yaxché de Peón, del municipio de Ucú, a 21 kilómetros de la población, pasando entonces por las poblaciones de Sabakalal (donde todavía se encuentra una laguna) y al norte con Xtul. Hoy día los 13 últimos kilómetros de esa vía (llegando a Xtul) forman parte de la carretera a la actual Sierra Papacal en la cual se localizan algunos lugares arqueológicos, algunos sin nombre. En Santa Elena sólo quedan vesitigios del pozo de agua situado al poniente de la carretera actualmente en ampliación.

## Historia
La población fue fundada en el siglo XIX y desapareció en el siglo XX tras la decadencia de Xtul y la fin del auge de la industria henequenera.

## Importancia histórica
Tuvo su esplendor durante la época del auge henequenero y emitió fichas de hacienda las cuales por su diseño son de interés para los numismáticos. Dichas fichas acreditan la hacienda como propiedad de A.L. Peón.

## Otros sitios de interés
Frente al lugar, del otro lado de la carretera, se encuentra un yacimiento arqueológico llamado Tzikul.

## Galería

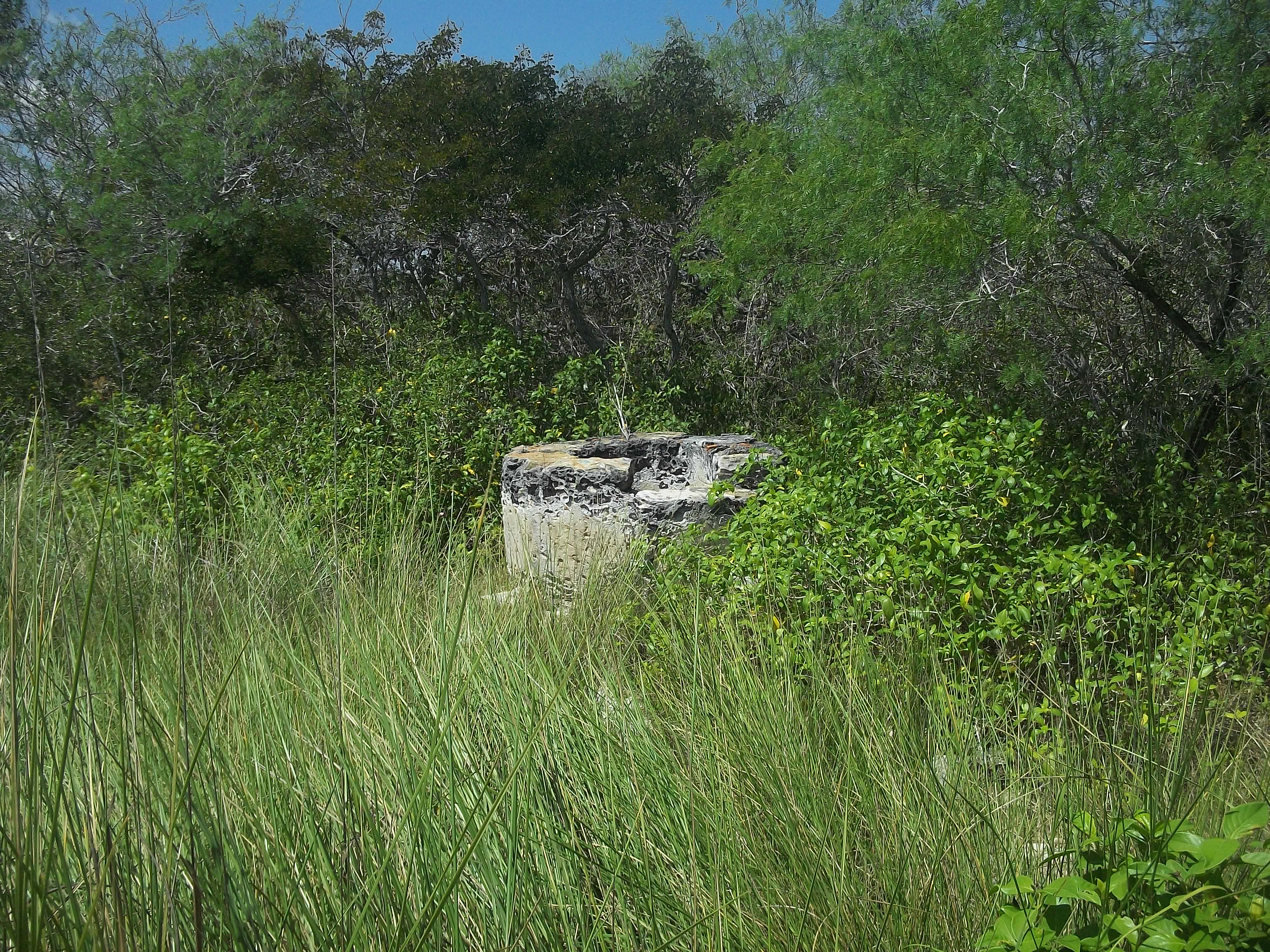
Pozo de Elená.
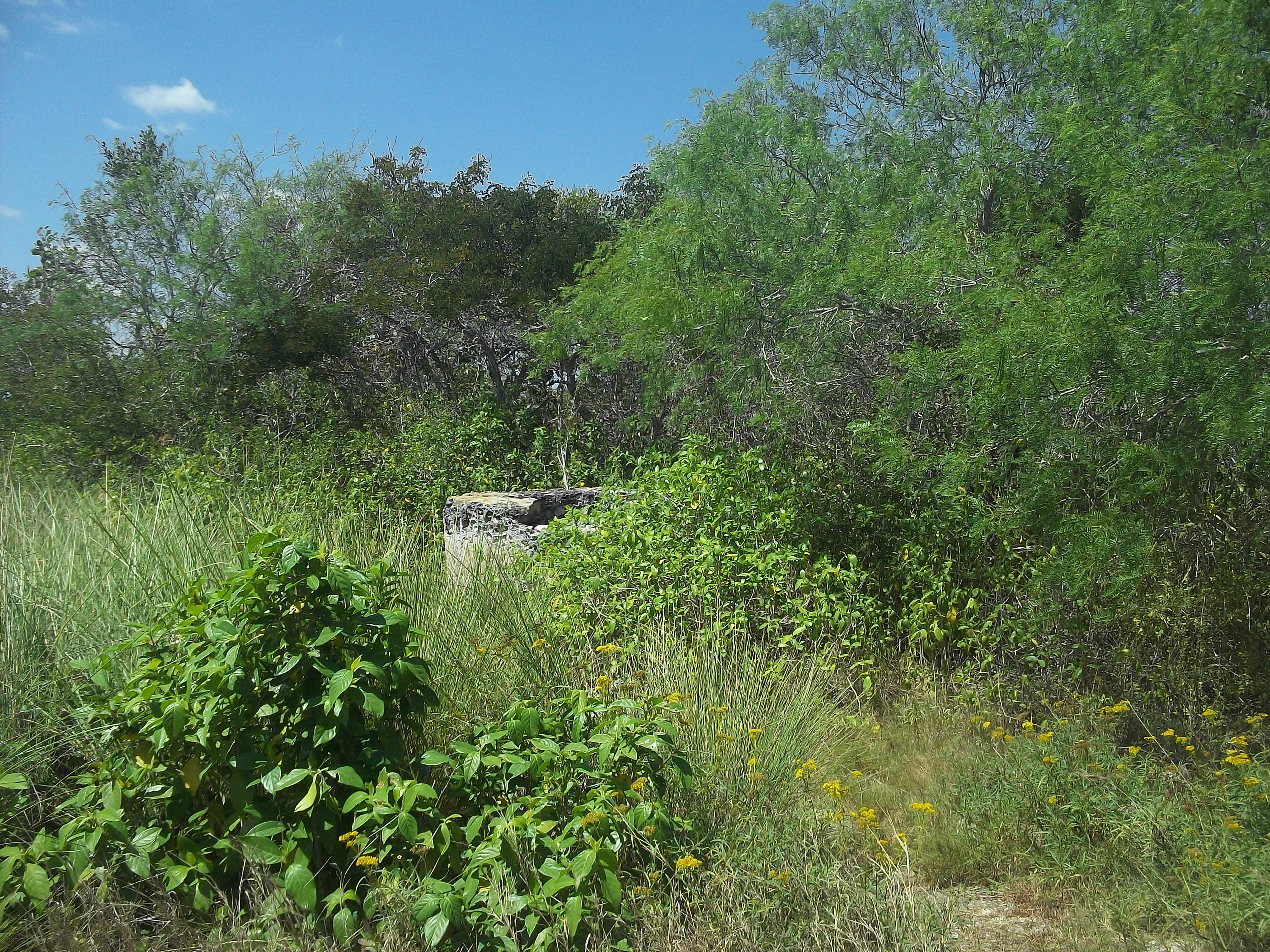
Pozo de Elená.
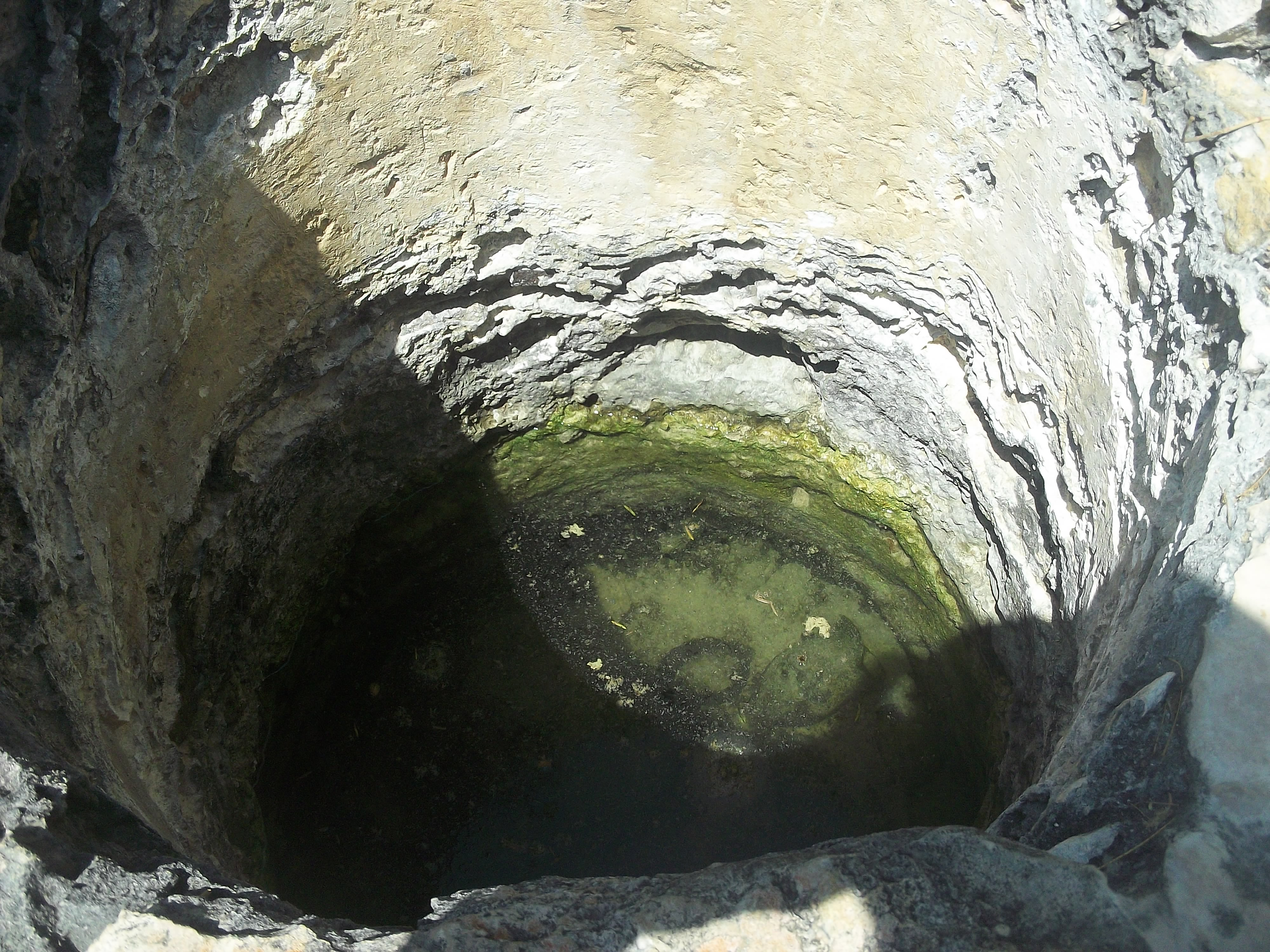
Pozo de Elená.
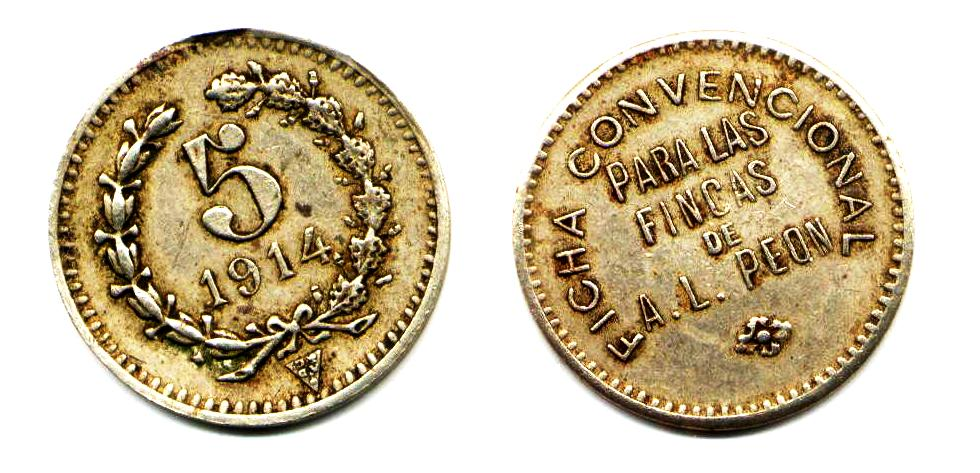
Ficha de pago por $ 0.05.
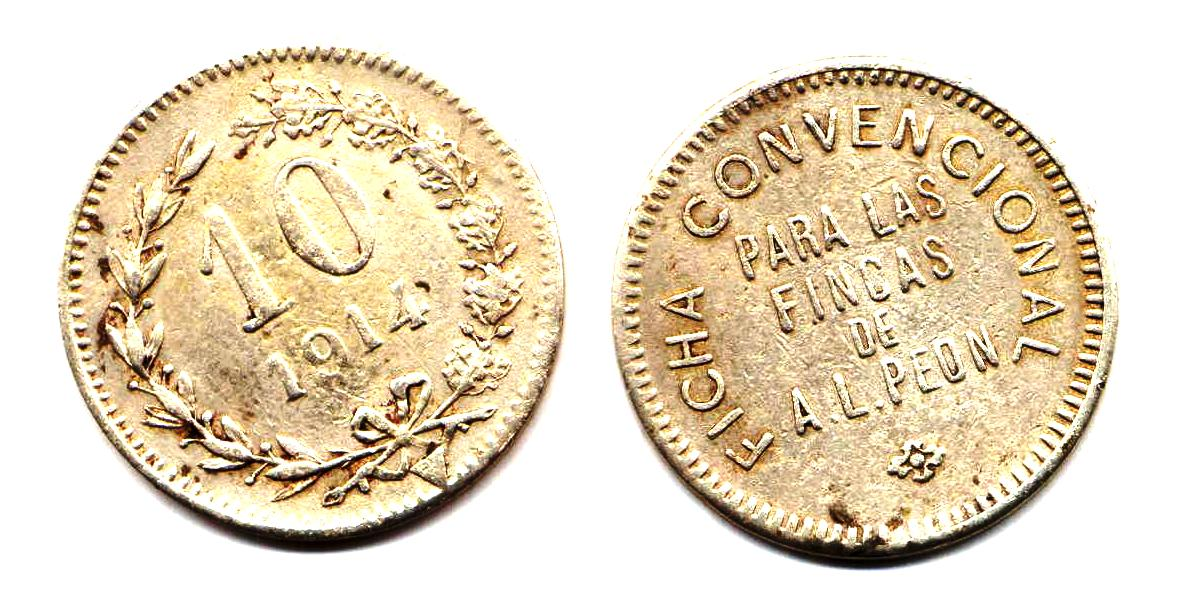
Ficha de pago por $ 0.10.
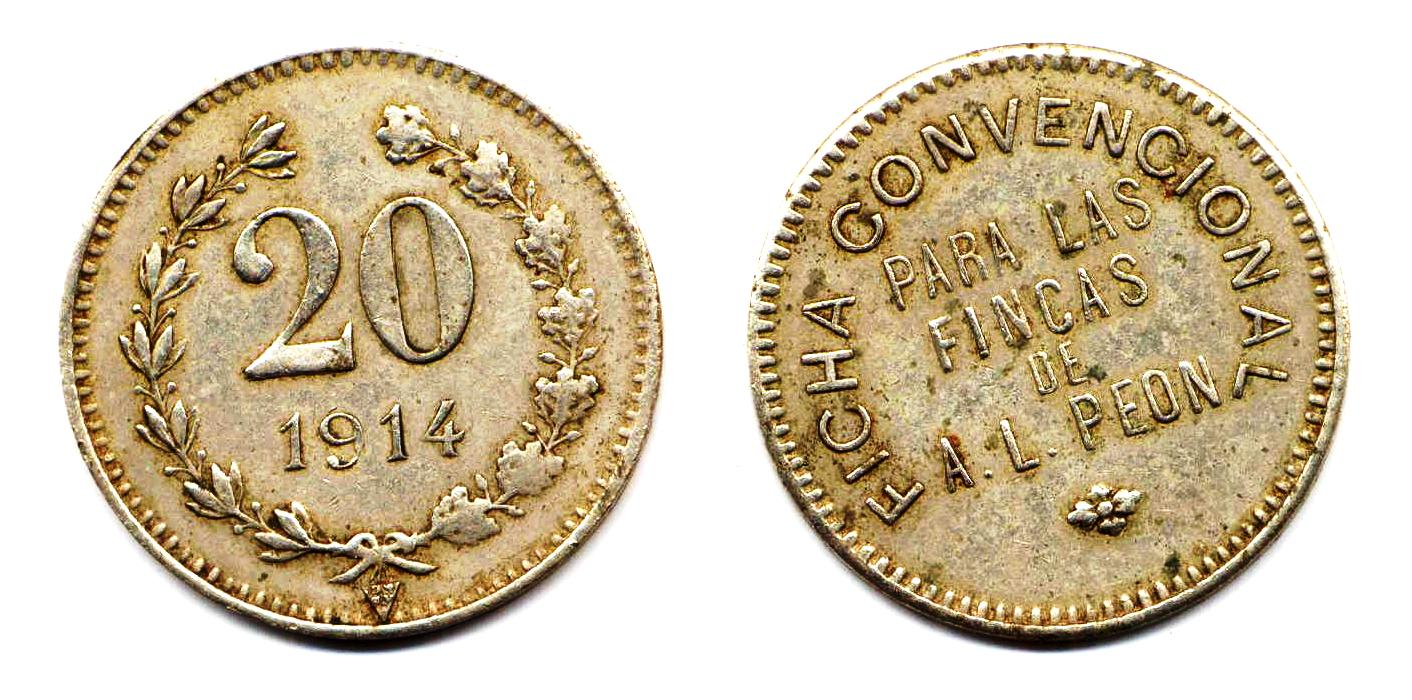
Ficha de pago por $ 0.20.
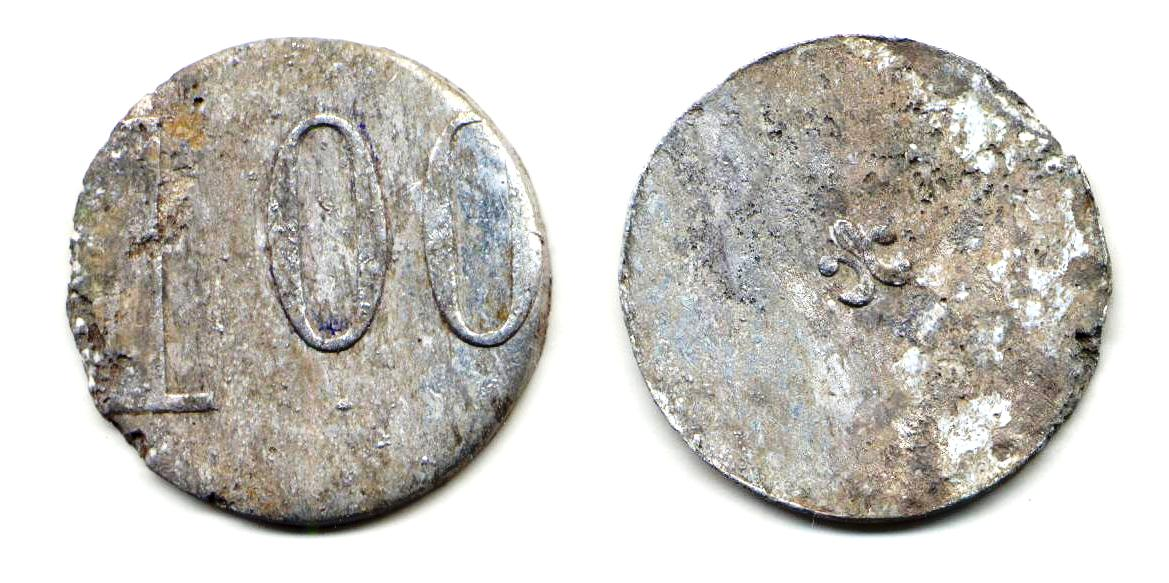
Ficha de pago por $ 1.00.